# Krišci
 Krišci  falu Horvátországban Zágráb megyében. Közigazgatásilag Kloštar Ivanićhoz tartozik.

## Fekvése
Zágrábtól 36 km-re keletre, községközpontjától  3 km-re északkeletre a megye keleti részén fekszik.

## Története
A település története során a kloštar ivanići Nagyboldogasszony plébániához tartozott. 
1857-ben 216, 1910-ben 310 lakosa volt. Trianonig Belovár-Kőrös vármegye Križi járásához tartozott. A településnek 2001-ben 210 lakosa volt.

## Lakosság
| Lakosság változása | Lakosság változása | Lakosság változása | Lakosság változása | Lakosság változása | Lakosság változása | Lakosság változása | Lakosság változása | Lakosság változása | Lakosság változása | Lakosság változása | Lakosság változása | Lakosság változása | Lakosság változása | Lakosság változása |
| ------------------ | ------------------ | ------------------ | ------------------ | ------------------ | ------------------ | ------------------ | ------------------ | ------------------ | ------------------ | ------------------ | ------------------ | ------------------ | ------------------ | ------------------ |
| 1857               | 1869               | 1880               | 1890               | 1900               | 1910               | 1921               | 1931               | 1948               | 1953               | 1961               | 1971               | 1981               | 1991               | 2001               |
| 216                | 241                | 276                | 291                | 279                | 310                | 323                | 350                | 344                | 341                | 319                | 262                | 135                | 224                | 210                |

## Külső hivatkozások
- Hivatalos oldal
- A Nagyboldogasszony plébánia honlapja